# Chronologie des faits économiques et sociaux dans les années 1610
Chronologie de l'économie
Années 1600 - Années 1610 - Années 1620

## Événements
- 1609-1625 : diminution de la flotte vénitienne. L’activité du port, compensée par les navires étrangers, se maintient jusqu'en 1625[1].
- 1609-1621  : la trêve de Douze Ans dans la Guerre de Quatre-Vingts Ans entre l’Espagne et les Provinces-Unies permet aux dernières de s’assurer le contrôle de l’Asie du Sud-Est face aux Anglais. La Compagnie néerlandaise a acquis des positions importantes : îles Amboine et Banda occupées, comptoir à Banten, traités d’amitiés avec de nombreux princes locaux, dont celui de Makassar, des agents à Bornéo (diamants). La trêve garantie la paix dans les mers d’Europe et libère une partie de la flotte pour le contrôle des îles à épices. Les actionnaires touchent des dividendes substantiels (17 % en 1605, 75 % en 1606, 40 % en 1607, 20 % en 1609, 50 % en 1610)[2].
- 1609-1614 : afflux massif d’immigrants espagnols musulmans et Juifs en Tunisie et au Maroc à la suite du décret d'expulsion des Morisques du 9 avril 1609 (275 à 300 000 personnes)[3].
- 1610 : 25 000 officiers environ en France. Les achats d’offices représentent 7,4 % de la recette de l’Épargne entre 1600 et 1610. Le prix nominal des charges a plus que triplé depuis 1595[4].
- Vers 1611 : Antoine de Montchrestien crée une manufacture d’ustensile et d’outils à Châtillon-sur-Loire[5].
- 1612-1620 : la communauté séfarade d'Amsterdam passe de 500 personnes à plus de 1000. Elle compte 2000 personnes vers 1650 (400 familles) puis 2500 en 1672 aux côtés de 5000 Ashkénazes[6].
- 1615 : 
  - Antoine de Montchrestien publie pendant les États généraux son Traité de l’économie politique[7] : politique manufacturière et maritime, protectionnisme…
  - reprise modérée des salaires agricoles dans la région parisienne à l’indice 110,5[4].
  - le café est introduit à Venise[8].
  - première référence au commerce du thé en Angleterre par un négociant dans une lettre à son agent de Macao[9].
  - la consommation moyenne de tabac en Angleterre passe de 30 grammes par habitant en 1615, à 900 grammes en 1700[3].
- 1617-1632 : la peste fait en France 2 000 000 morts[10].
- 1618-1620 : révolte en Bohême[3]. Avant 1620, la situation des paysans de Bohême est acceptable. Les grands domaines se développent, mais avec un personnel salarié. Après la bataille de la Montagne Blanche, la main-d’œuvre se raréfie en Bohême par suite des pertes de guerre et des fuites, si bien que les nouveaux seigneurs implantés dans le pays ont recours à la corvée (robota). Une ordonnance du roi Ferdinand fixe les paysans à la terre. La réserve se développe, principalement tournée vers l’exportation de blé. Le terroir agricole s’accroît par des défrichements, les nouveaux champs étant loués en précaire (baux de courte durée). Au cens et aux corvées dues au seigneur s’ajoutent la dîme ecclésiastique et l’impôt royal, fort lourd puisque la Bohême et la Moravie acquittent entre le tiers et la moitié des redevances de la monarchie. Les paysans tchèques développent des ressources d’appoint, comme le tissage à domicile.
- 1619 : fondation de la banque d'État de Venise (banco del Giro (en)) et de la banque de Hambourg sur le modèle de la banque d'Amsterdam[11].

- 200 000 nobles au maximum contrôlent un quart ou un cinquième du sol français (un autre quart pour le clergé et la bourgeoisie, la moitié à la paysannerie)[12].

- Augmentation de la rente foncière (fermage) en Languedoc sous Louis XIII et au début du règne de Louis XIV (l’impôt foncier dans les régions méridionales touche principalement les propriétaires, qui en répercutent la hausse sur les fermages)[13].

## Démographie
- 18 millions d’habitants en France[14].
- 11 millions d’habitants en Russie[14].
- 8 millions d’habitants en Espagne[14].
- 4,5 millions d’habitants en Angleterre[14].
- 1 million d’habitants en Hollande[14].
- La Suède s’étend sur 800 000 km² (Suède et Finlande actuelles) mais ne compte qu’aux alentours d’un million d’habitants.

- 1615 : 1,7 million d’habitants en Bohême.
- 1618 : la population du Saint Empire est estimée à 20 millions d’habitants. Elle passe à 16 ou 17 millions après la Guerre de Trente Ans ; d'autre historiens donnent une perte de 8 millions de personnes, de 21 à 13,5 millions, soit une chute de 35%[15].